# Duks
Duks er en gammel betegnelse for en lidt gammeldags måde, at udtrykke en holdning til noget, der bør opfattes positivt.
Et eksempel kunne være "Danmark, Norge og Sverige halter bagefter Nordens duks Finland, som altid....". Et andet eksempel kunne være "Han er klassens duks, han laver altid sine lektier til tiden og stiller ingen dumme spørgsmål til lærerne".